# Mare dentro (album)
Mare dentro è il primo album in studio da solista del cantautore italiano Marco Ligabue, pubblicato nel 2013.

## Descrizione
Con uno stile un po’ vintage e un po’ pop, l'artista vuol trasmettere nel suo primo lavoro in studio tutta la magia del mare; quello della sua terra d’adozione, la Sardegna, ma anche della California, dove il disco è stato prodotto da Corrado Rustici.

## Tracce
1. È da te che dipende
2. La differenza
3. Ogni piccola pazzia
4. È bellissimo
5. Casomai
6. Me gusta
7. Appesi a un filo
8. Quanto ti sai bastare
9. La più grande orchestra